# Guilherme Uchoa
Guilherme Aristóteles Uchôa Cavalcanti Pessoa (Timbaúba, 22 de abril de 1947 – Recife, 3 de julho de 2018) foi um ex-jurista e político brasileiro. Uchoa trabalhou como presidente da Assembléia Legislativa de Pernambuco por seis mandatos consecutivos até a sua morte. Ele foi eleito deputado estadual pela primeira vez em 1994.
Filho dos pernambucanos Walfrido Uchôa Cavalcanti e Maria do Carmo Pessoa de Melo Uchôa.